# Nyeste Skilderie af Kjøbenhavn
Nyeste Skilderie af Kjøbenhavn var et blad grundlagt i 1803 af Johan Werfel, og som eksisterede til 1837.
Johan Werfel døbte bladet Nyeste Skilderie af Kjøbenhavn til minde om sin ven samfundsrevseren Niels Ditlev Riegels, som var død året før. Riegels havde 1786-1790 udgivet det samfundskritiske blad Månedsskriftet Kjøbenhavns Skilderie, men efter Trykkefrihedsforordningen af 1799 var grænserne for, hvad man kunne skrive, væsentligt indskrænkede. Werfel forsøgte i nogle numre af sit blad at mindes Riegels ved at udgive nogle af hans efterladte skrifter, men måtte efter nogle numre stoppe forsøget. Boghandleren og forlæggeren Salomon Soldin blev snart ansat som redaktør, og efter at Werfel i 1808 forsvandt og foregav at være død for at undgå sine kreditorer, overtog Soldin også udgivelsen af bladet.
I de første årgange var bladet et lille ugeblad, der udkom i kvartformat, men det udvidedes snart, så bladet i format og udgivelse kunne konkurrere med tidens andre populære blade såsom Berlingske Tidende og Adresseavisen.
Soldin fremlagde et program for bladets indhold. Første sektion af bladet skulle bringe: 1)små satiriske og humoristiske stykker, hvori herskende dårligheder revses, 2)moralske og filosofiske stykker af blandet indhold og 3)historiske og politiske stykker, der viser den i fædrelandet herskende ånd. I anden sektion, som tryktes med en mindre skrifttype, bragtes notitser om forskellige emner, som kunne interessere den opvakte borger. Således om handelen, skibsfarten, industrien og udenrigske begivenheder.
Soldin skrev selv en stor del af indholdet i bladet, men også flere af tidens betydelige personligheder som Rasmus Nyerup, Knud Lyne Rahbek, Christian Molbech og Nikolaj Frederik Severin Grundtvig bidrog ofte med indlæg.
Nyeste Skilderie af Kjøbenhavn var et særligt københavnsk blad, og det læstes fortrinsvis af de dannede borgere. Det var desuden i sin levetid et af de væsentligste blade, hvor bl.a. mange af de vigtigste litterære fejder stod.
Fra 1816, efter at regeringen havde strammet reglerne overfor blade der bragte politiske nyheder, opgav bladet at sende politisk stof, og holdt sig udelukkende til filosofiske, litterære og moralske emner.
Allerede i 1825 afhændede Soldin redaktionen af bladet til Frederik Thaarup. Omgangskredsen frygtede for bladets skæbne, og selv sagde Soldin, at han ved overgivelsen til Thaarup havde sørget for, at de fik "kristelig Begravelse". Det var dog ikke Thaarup, der lagde det i graven, for efter 6 år på posten overlodes det til Hans Christian Wosemose, Claudius Rosenhoff og J. H. Stabell som omdøbte det til Allernyeste Skilderie. Det levede endnu 6 år, men i 1837, samme år som Soldin døde, gik bladet endeligt ind.